# Sumó
Sumó (japonsky 相撲; česky doslova: bránit se) je sport, starý více než 1000 let, mající svoje počátky v japonském šintoismu. Japonským národním sportem se stalo sumó během období Edo (1600–1868). První zmínka o tomto sportu se však objevuje již v kronice Kodžiki z roku 712. Jedná se o sport plný tradic, precizních pravidel a symbolů, ale především pevně daných obřadů.

## Princip zápasu

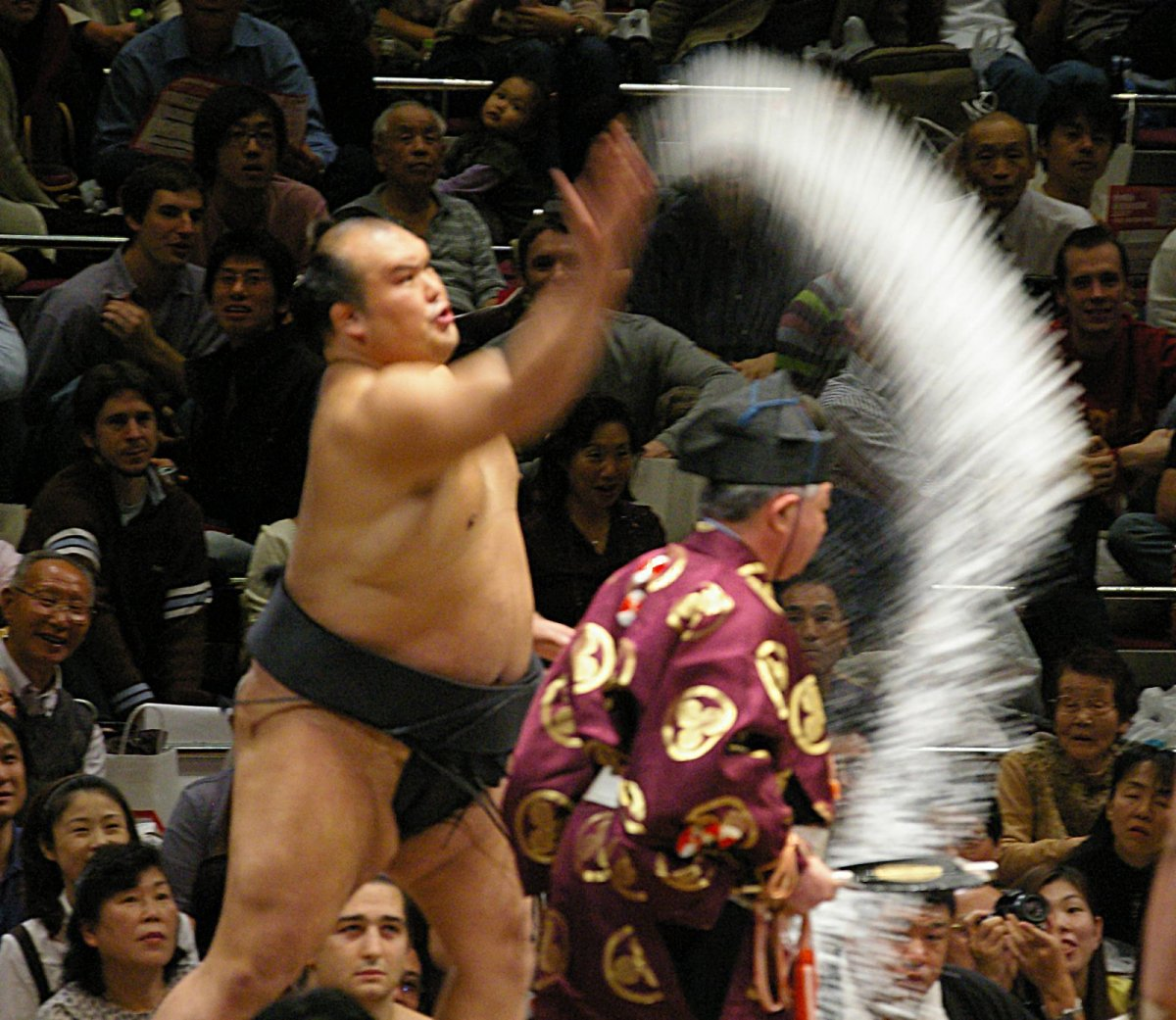
Rituální rozhazování soli v podání zápasníka Kitazakury Hidetošiho

Zápasy sumo se odehrávají na čtvercovém vyvýšeném (50–70 cm) ringu „dohjó“ v jehož středu je 28 snopy z rýžové slámy vyznačeno kruhové zápasiště o průměru 4,57 m. Cílem zápasu je vytlačit soupeře za okraj vyznačeného zápasiště nebo ho donutit, aby se dotkl povrchu země jakoukoliv jinou částí těla, než je chodidlo. Snahou je tedy především vyvést svého soupeře z rovnováhy.
Slavnostnímu vstupu zápasníků před vlastními zápasy do ringu se říká dohjóiri (土俵入り) a jedná se o obřadní představení zápasníků. Soupeři před samotným zápasem tráví čas v kruhu předváděním obřadních dřepů „šiko“ a soubojem očí se soupeřem. Poté oba zápasníci vystoupí z kruhu, napijí se „vody síly“, otřou si ústa „papírem síly“ a poté naberou do hrsti sůl, kterou rozhodí po zápasišti, což má zahnat zlé duchy.

## Rozhodčí

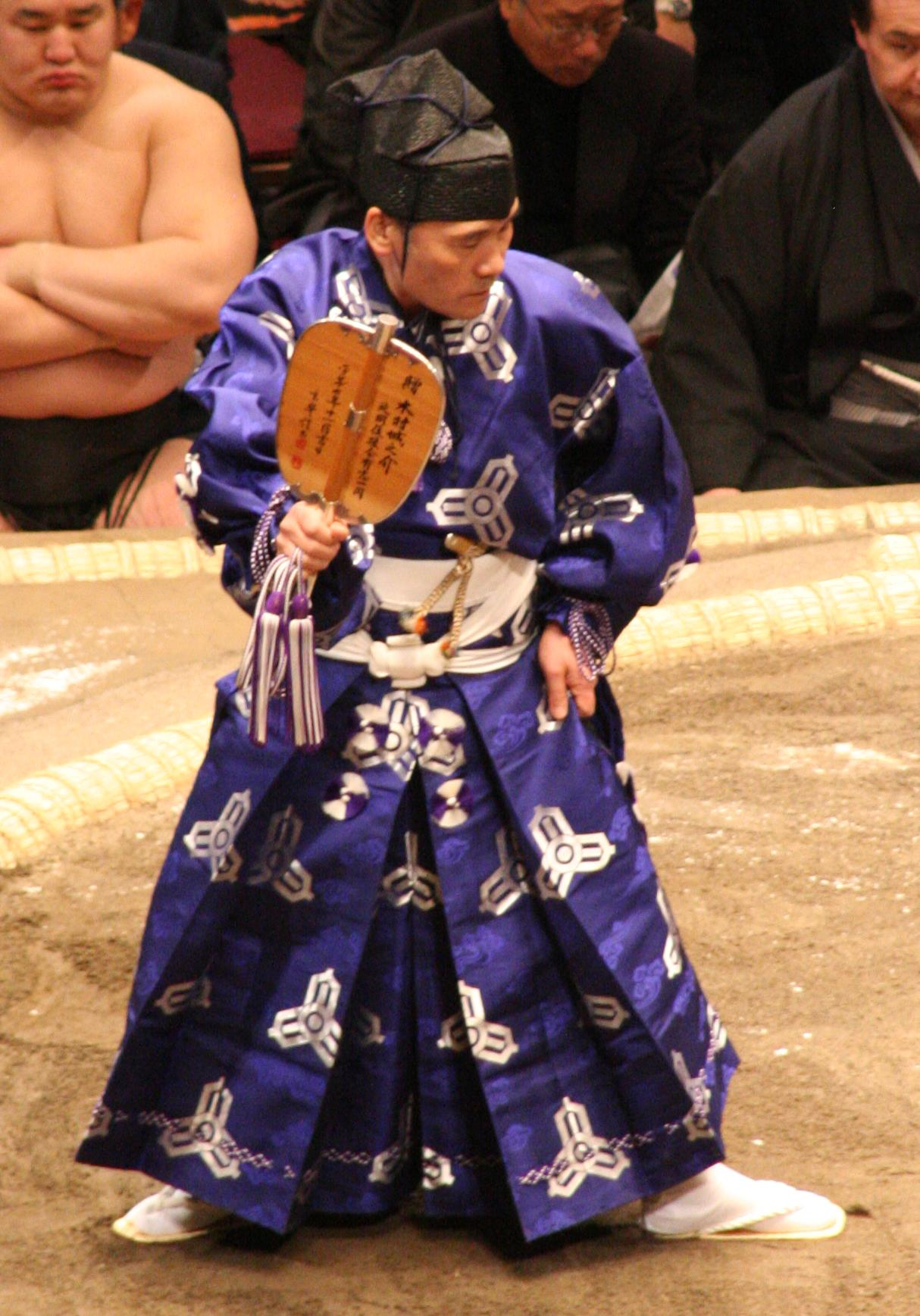
Rozhodčí držící válečný vějíř

Rozhodčí se nazývá gjódži (行司). Je oblečen do kostýmu šlechtice ze 14. století. Rozhodčí v nejvyšší lize (makuuči) mohou za pasem nosit malý nůž tantó jako vzpomínku na doby, kdy v případě mylného rozhodnutí spáchal rozhodčí sebevraždu seppuku, Japonská uctivost velí i dnes v případě chyby ze strany rozhodčího požádat o odchod do důchodu. Tato žádost však bývá v drtivé většině případů zamítnuta. Rozhodčí v nejvyšší lize nosí také punčochy a sandály, které rozhodčí v druhé lize (jūryō) nosit nesmějí. Rozhodčí v dalších nižších ligách mají nohy bosé. Rozhodčí mají také dřevěný vějíř (Gunbai), kterým signalizují a na kterém předávají vítězům případné obálky s penězi sponzorů. Zápasům přihlížejí také soudci šinpan (審判), kteří sedí kolem zápasiště na zemi. Ti přijdou ke slovu pokud je verdikt rozhodčího sporný, či situace rozhodujících vteřin zápasu příliš nejasná. Soudci se rekrutují z řad staršinů asociace Sumó a tedy často bývalých šampionů. 

## Technika zápasu
Existuje 82 oficiálních „vítězných technik“ zvaných kimarite, které sestavila Japonská asociace sumó (日本相撲協会; Nihon Sumó Kjókai). Čtyřicet osm z těchto technik je považováno za klasické techniky.

Sumo je technicky neobyčejně různorodé. Protože neexistuje členění zápasníků do váhových kategorií, často se stává, že se utkají dva zápasníci s obrovským hmotnostním rozdílem. Ačkoliv hmotnost je v sumu nesmírně důležitá (respektive ideální je vysoká hmotnost a nízko položené těžiště), není ani zdaleka pravidlem, že těžší zápasník vyhrává. Mnozí zápasníci v historii jasně ukázali, že silou, obratností a technikou lze hmotnostní deficit překonat.

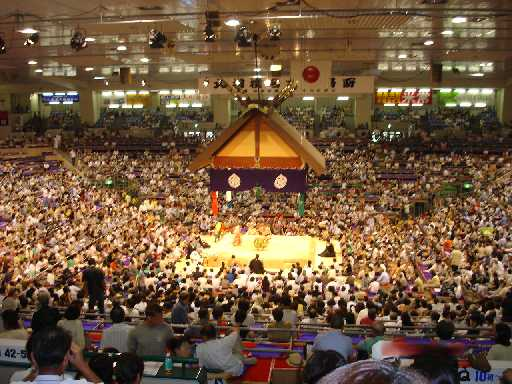
Sumó (zápasiště)
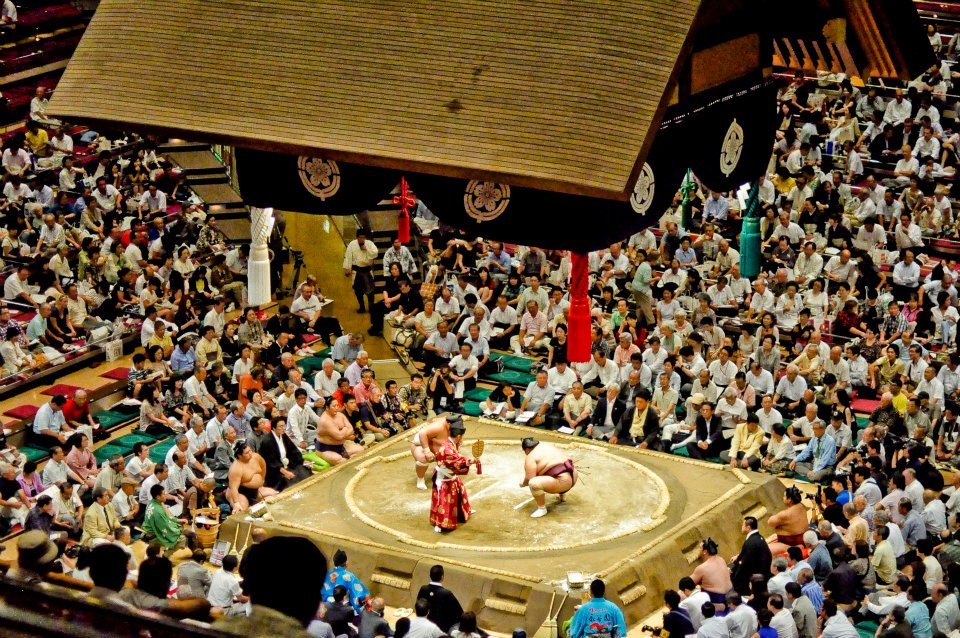
Sumó (zápasníci se připravují k souboji)
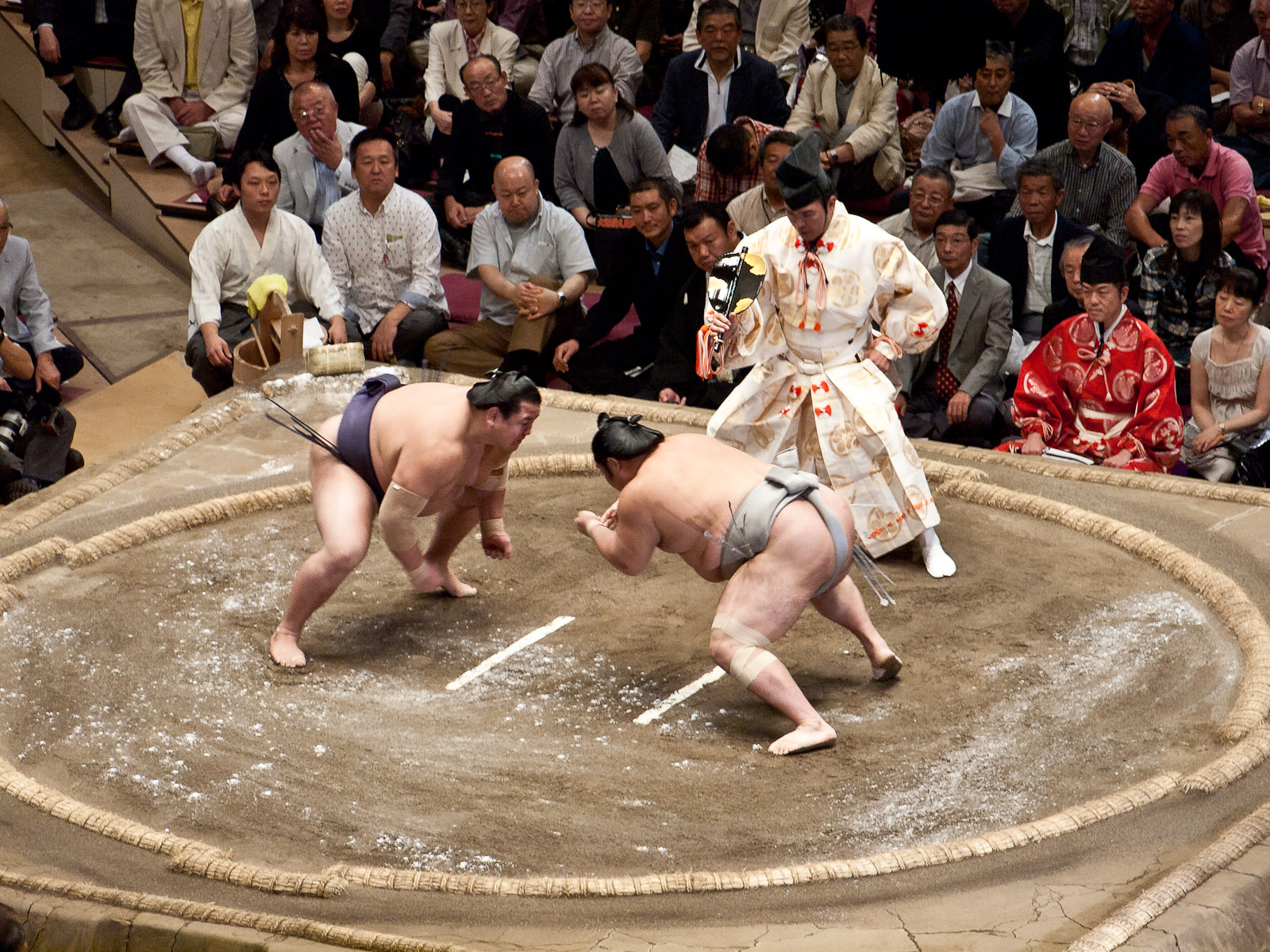
Sumó (souboj právě započal, v kimonu vše sleduje rozhodčí)
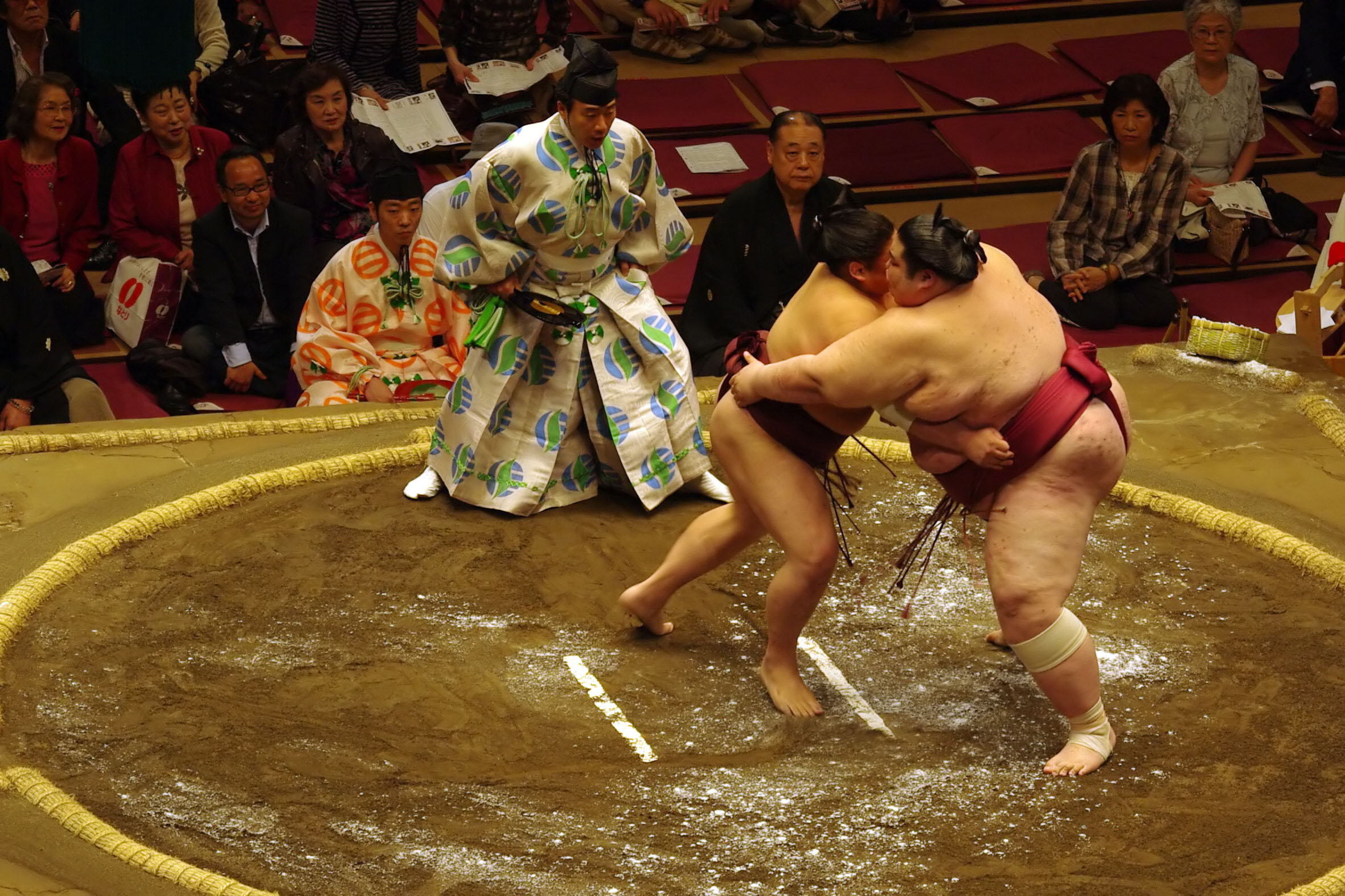
Sumó (zápasníci v boji)
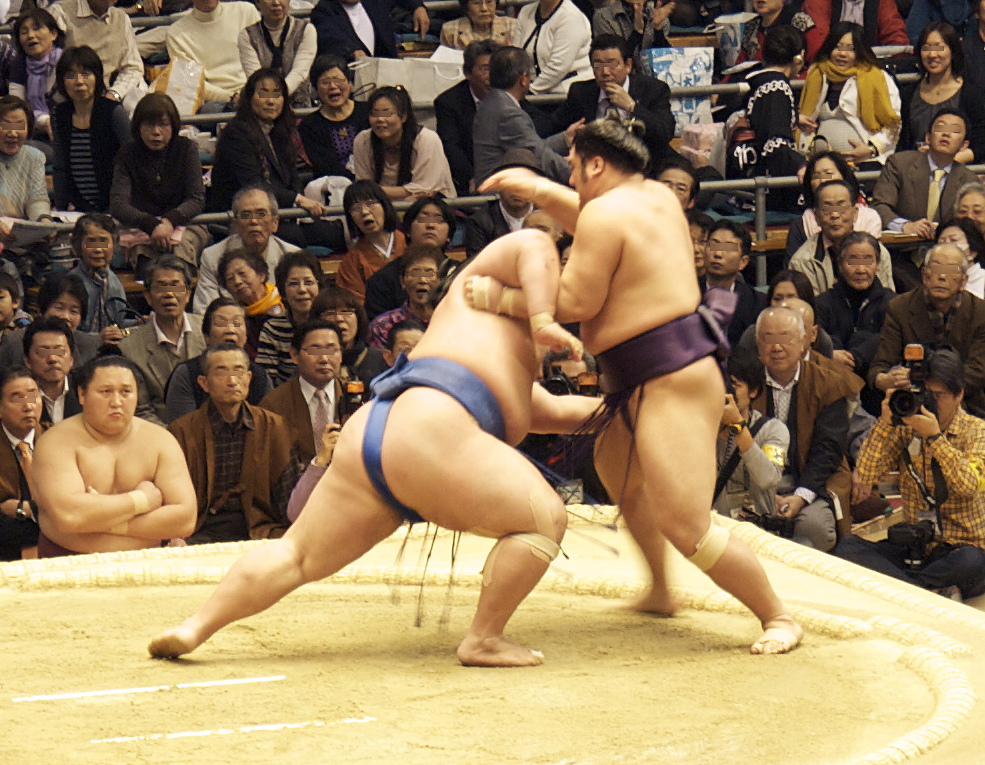
Sumó
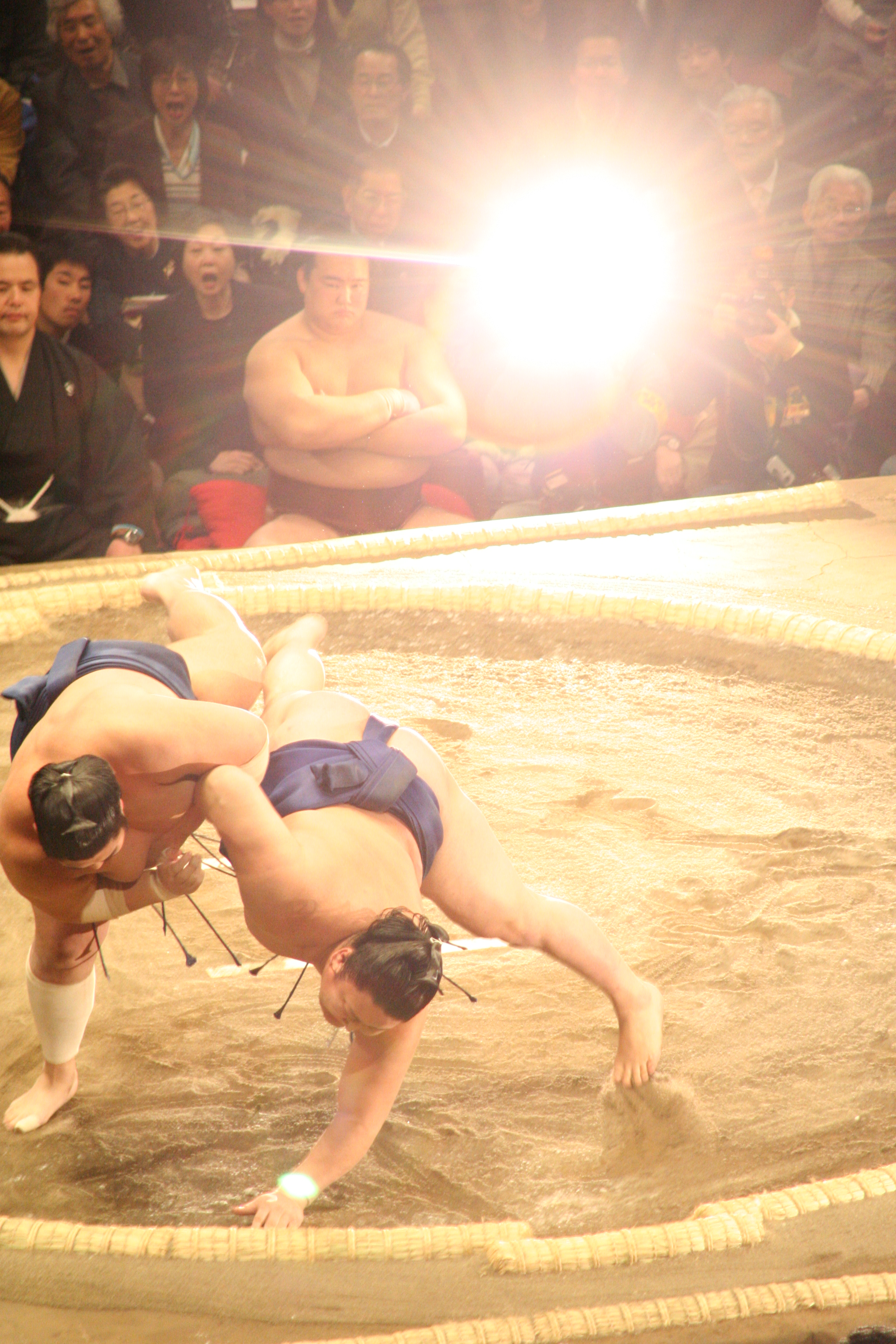
Sumó (zápas se chýlí ke konci)

Co do vedení souboje se dělí sumo na dva hlavní styly: jotsu-sumo (kdy strategií je uchopit soupeřův pás a vítězné techniky docílit pomocí tohoto úchopu) a oši-sumo (kdy strategií je nepustit si soupeře blíže k tělu a porazit jej bez použití úchopu).
Vítězné techniky se dělí do sedmi hlavních kategorií:
1. kihonwaza – základní techniky, typické: jorikiri, ošidashi
2. nagete – hody, typické: uwatenage, uwatesšinage
3. kakete – techniky postavené na podražení nohy/nohou, typické: sotogake, uchigake
4. hinerite – techniky postavené na pákách a krutech, typické: cukiotoshi, tottari
5. sorite – techniky, kdy soupeř padá na záda
6. tokushuwaza – speciální techniky, typické: hatakikomi, okuridashi
7. hiwaza – pět speciálních situací, které de-facto nejsou vítěznými technikami, ale selháním prohravšího zápasníka, které nezpůsobil vítěz (nezaviněné vyšlápnutí, zakopnutí, uklouznutí apod.)

## Oblečení při zápasech

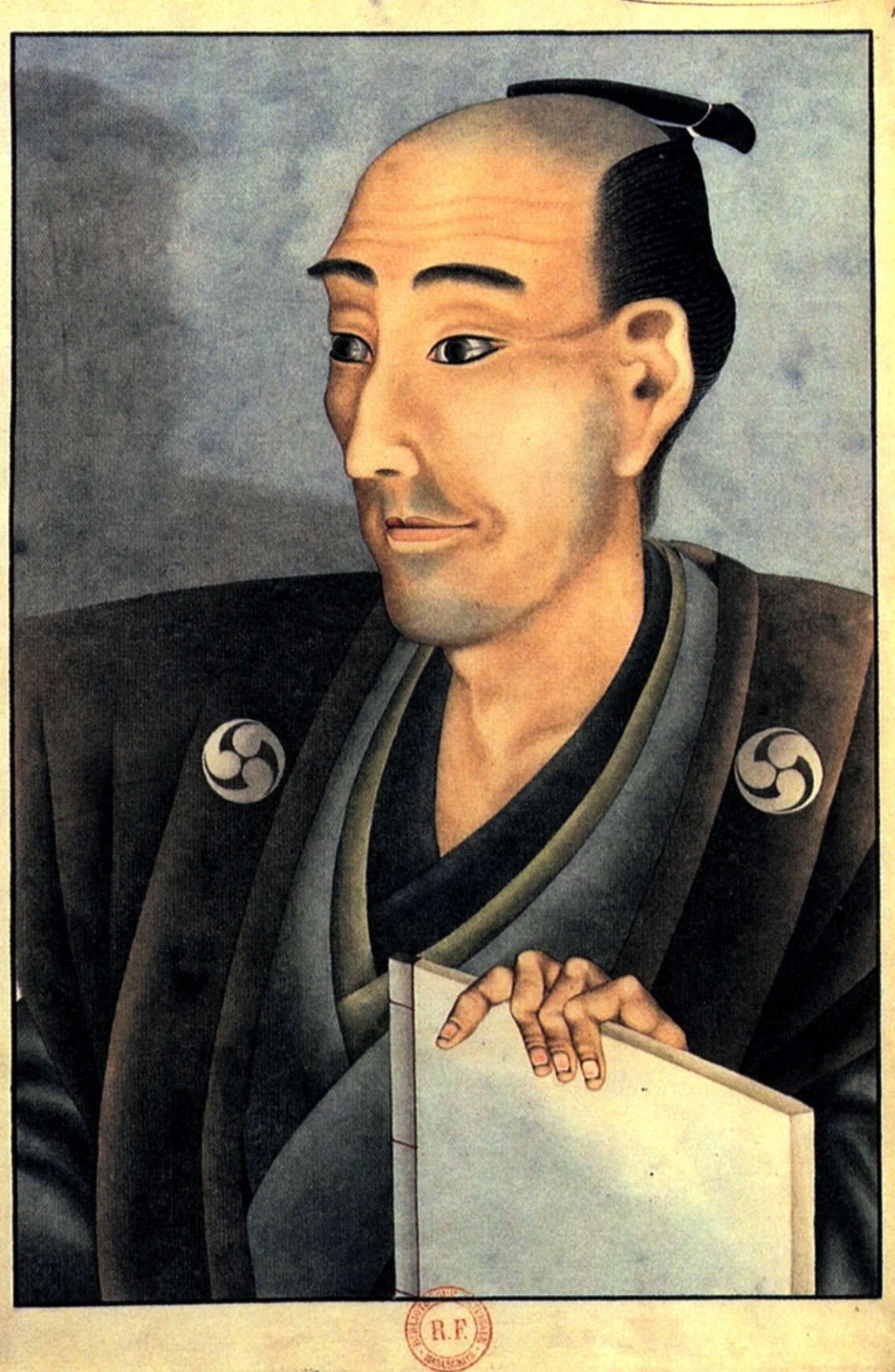
Účes zvaný čonmage (ちょんまげ) období Edo

Zápasníci nosí břišní pás mawaši (廻し). Ten je ovinutý kolem slabin, pasu a na zádech zauzlovaný. Pouze zápasníci dvou nejvyšších lig si mohou zvolit barvu svého mawaši, ostatní smí nosit pouze standardní černou. Tréningové mawaši zápasníků vyšších lig a šampiónů stájí je potom bílé. Zápasníci ze dvou nejvyšších kategorií, tzv. sekitori (関取) mají jako jediní právo mít během turnajů svázané vlasy do tradičního účesu středověkých šlechticů čonmage (丁髷) ve stylu oičómage (お銀杏髷) – jedná se o uzel ve tvaru listu ginkgo.

## Hierarchie soutěží
Profesionální zápasníci závodí za jednotlivé stáje heja (部屋) a utkávají se v hierarchicky uspořádané struktuře soutěží. Vzestup zápasníka (nebo jeho pokles) v hierarchii soutěží závisí téměř vždy na poměru vítězství a proher na konci každého z turnajů. Větší počet výher než proher se nazývá kači-koši a v obecném případě zajišťuje zápasníkovi postup v hierarchii. Opak (tedy větší množství proher, než výher v turnaji) se nazývá make-koši a téměř vždy znamená pro zápasníka sestup v hierarchii (výjimku tvoří dvě nejvyšší hodnosti: jokozuna a ōzeki, pro které platí speciální pravidla).
Seznamu zápasníků pro příští turnaj se říká banzuke. Jedinou neměnnou pozicí v hierarchii je velký šampion jokozuna (横綱). Jedná se o titul, který zajišťuje zápasníkovi nemožnost sestoupit v hierarchii níže. Nicméně od zápasníka s hodností jokozuny se očekává vysoce nadprůměrná výkonnost. Je téměř nepředstavitelné, aby jokozuna zakončil turnaj s negativní bilancí výher a proher. Velkým problémem je kupříkladu i prohra třikrát v řadě, či neschopnost dosáhnout na alespoň jeden z šesti turnajových titulů v kalendářním roce. Dalším neméně důležitým požadavkem na jokozunu je ctnost (品格 hinkaku), což je kategorie obnášející jak chování a vystupování na turnaji i mimo něj, tak celkové veřejné vystupování včetně věrnosti tradicím. Jokozuna, který není schopen těmto enormním nárokům na výkonnost a vystupování dostát buď ukončí kariéru sám od sebe, nebo je k tomu donucen tlakem asociace, médií a divácké veřejnosti. V drtivé většině případů odstupoval jokozuna kvůli ztrátě výkonnosti, ale historie zná i případy, kdy byl zápasník nejvyšší hodnosti donucen ukončit kariéru v důsledku poklesků v chování a vystupování.
Pravidelný příjem dostávají pouze zápasníci dvou nejvyšších kategorií. Jen ti mohou také užívat titulu sekitori (vrcholový zápasník) a jen oni mají právo mít během turnajů svázané vlasy do účesu oičómage.

## Turnaje

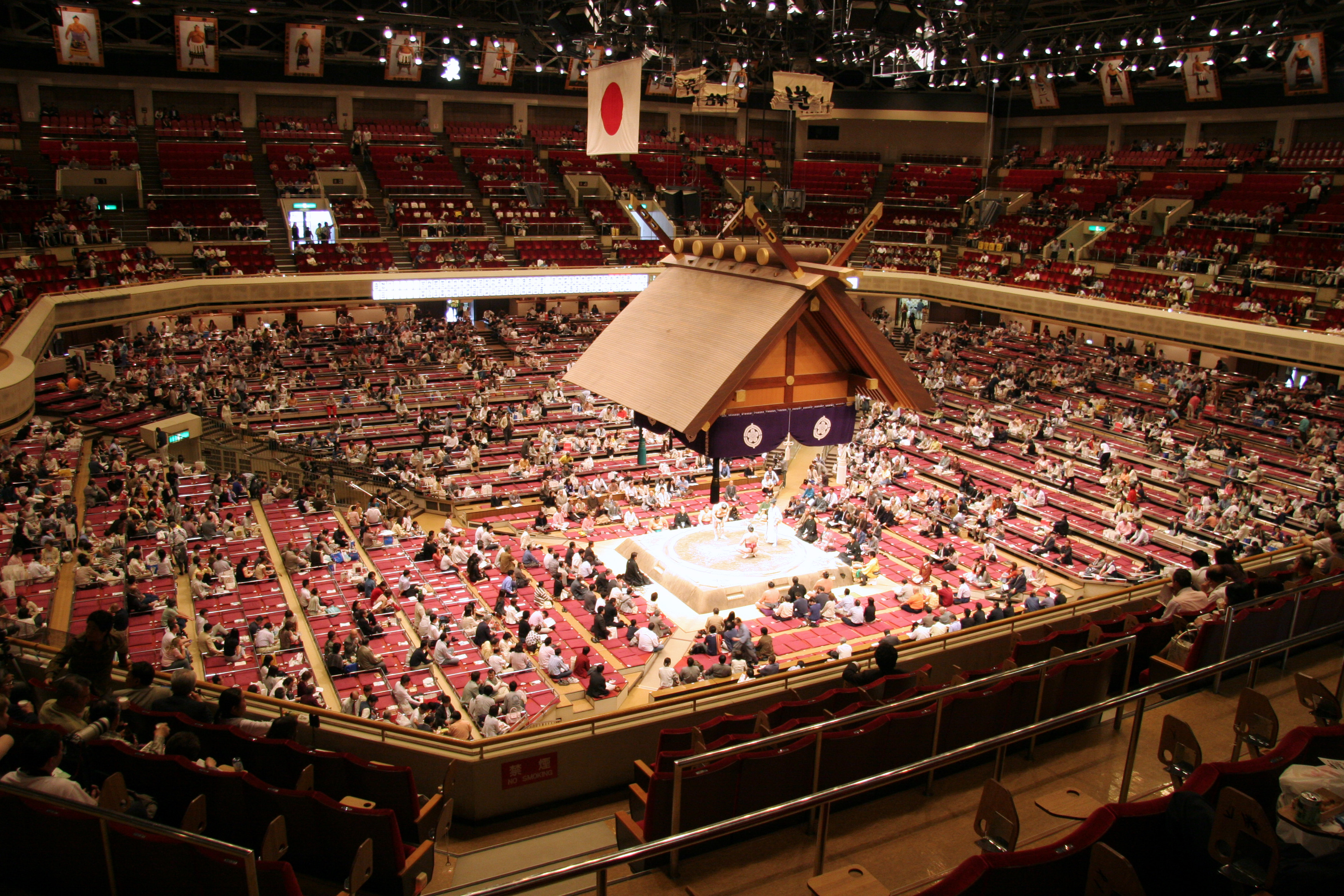
Hala pro zápasy sumó

Od roku 1958 se pořádá každý rok šest velkých turnajů. Ty se konají každý druhý měsíc ve čtyřech japonských městech. Délka turnajů činí od roku 1949 patnáct dní. Na začátku spolu soupeří žáci, po nich následuje postup ve čtyřech nižších divizích (džonokuči 序ノ口, džonidan 序二段, sandanme 三段目 a makušita 幕下). Aby zápasník postoupil z těchto do vyšší divize, musí dosáhnout poměru alespoň 4 vítězství ku 3 prohrám.
Druhá nejvyšší divize se nazývá džúrjó (十両) a úplně nejvyšší makuuči (幕内). V těch zápasníci bojují jednou denně po celých 15 dní turnaje. Vítězem turnaje se stává zápasník divize makuuči s nejvyšším počtem výher.

## Výcvik ve stájích
Výchova mladých adeptů ve stájích (sumotori) je velice přísná. Mladší žáci vykonávají pro služebně starší zápasníky veškerou práci, včetně uklízení či vaření. Zápasníci tráví ve stáji (až na ženaté muže) veškerou dobu své zápasnické kariéry. Každou stáj má pod svojí absolutní kontrolou jediný člověk, ojakata. Všichni ojakataové jsou bývalí zápasníci a členové Japonské asociace sumó. Stájí funguje v Japonsku celkem 44 (údaj z roku 1992). Jediná žena, která může žít ve stáji, je tzv. okamisan (manželka vedoucího stáje).
V rámci stájí existují v podstatě rodinné vztahy (majitel je pan otec), a proto neexistují žádné přestupy. Zápasník může stáj opustit jen třemi způsoby – smrtí, ukončením sportovní dráhy či je-li stáj rozpuštěna.
Den ve stáji začíná velice brzy. Čím níže v hierarchii je žák, tím dříve vstává. Nejmladší začínají již ve 4 hodiny ráno, zápasníci „královské“ divize makuuči přicházejí na tréninky až po osmé hodině.
Fyzickým předpokladem k dosažení úspěchu jsou rovnováha, hbitost a pružnost spojené s co možná nejníže umístěným těžištěm. K tomu zápasníci pravidelně provádějí tři tradiční cvičení:
1. Ke cvičení šiko je třeba postoje s široce rozkročenými chodidly, hluboce se nadechnout, naklonit se tělem na levou stranu, zvednout pravou nohu co nejvíce do strany a co nejvíce do výšky, a poté dupnout s hlasitým vydechnutím
2. Matawari vyžaduje sezení na zemi s nohama roztaženýma co nejvíce do šířky. Pak se zápasník snaží předklonit co nejvíce k zemi a přitisknout se k ní celou horní částí těla
3. Teppo je dřevěný sloup, zatlučený do země. Zápasník do něho bije otevřenou rukou střídavě z levé a pravé strany. Toto cvičení zlepšuje schopnosti načasování a koordinace

## Strava
První denní (a nejhojnější) jídlo celého dne se skládá z čankonabe (ちゃんこ鍋), vysoce kalorické směsi z mořských chaluh, kuřecího, vepřového a rybího masa, tofu a zeleniny. Zápasníci jedí čankonabe společně s miskami rýže a zapíjejí vše pivem. Jako první zahajuje jídlo nejvýše postavený zápasník stáje, ostatní jí až on začne. Dříve byla praxe taková, že níže postavení jedli až poté co dojedli ti výše postavení a jedli to co oni nechali. Žáci potom často jedli už jen přílohovou rýži se zbylým vývarem. To nejlepší tedy dostali ti nejlepší. Obecně potom platí, že je snahou jíst co nejvíce. Po jídle poté nastává polední spánek tak aby se energie z jídla co nejlépe vložila do růstu.

## Jména zápasníků

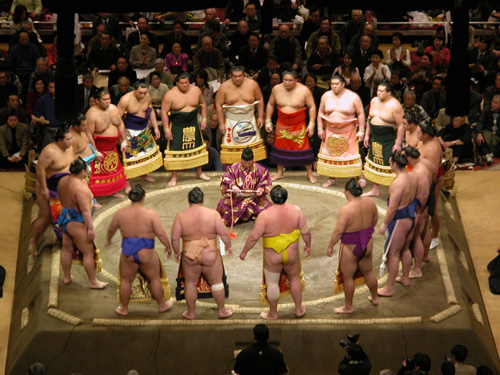
Zápasníci sumó během předzápasového rituálu

Jména všech aktivních zápasníků obsahuje listina banzuke, kterou Japonská asociace sumó vydává vždy před každým ze šesti každoročních turnajů. Originál tohoto dokumentu je vyhotoven na rýžovém papíru Ogawa-waši o rozměrech 107×78 cm a píší jej dva rozhodčí, kteří jsou po dva týdny (kvůli možnému úniku informací) zcela izolováni od světa.
Čím je zápasník lepší, tím většími znaky je jeho jméno napsáno. V čele listiny jsou uvedeni zápasníci nejvyšší divize makuuči. Seznam neobsahuje seznam žáků. První písemný záznam o listině banzuke pochází z května 1699, kdy se turnaj konal v kjótském chrámu Okazaki. Nejstarší banzuke byly vyhotoveny ze dřeva.

Mnoho zápasníků vystřídá během svého života tři jména – občanské, sportovní šikona a jméno, které dostává po ukončení své sportovní kariéry (pokud přebírá některou ze stájí).

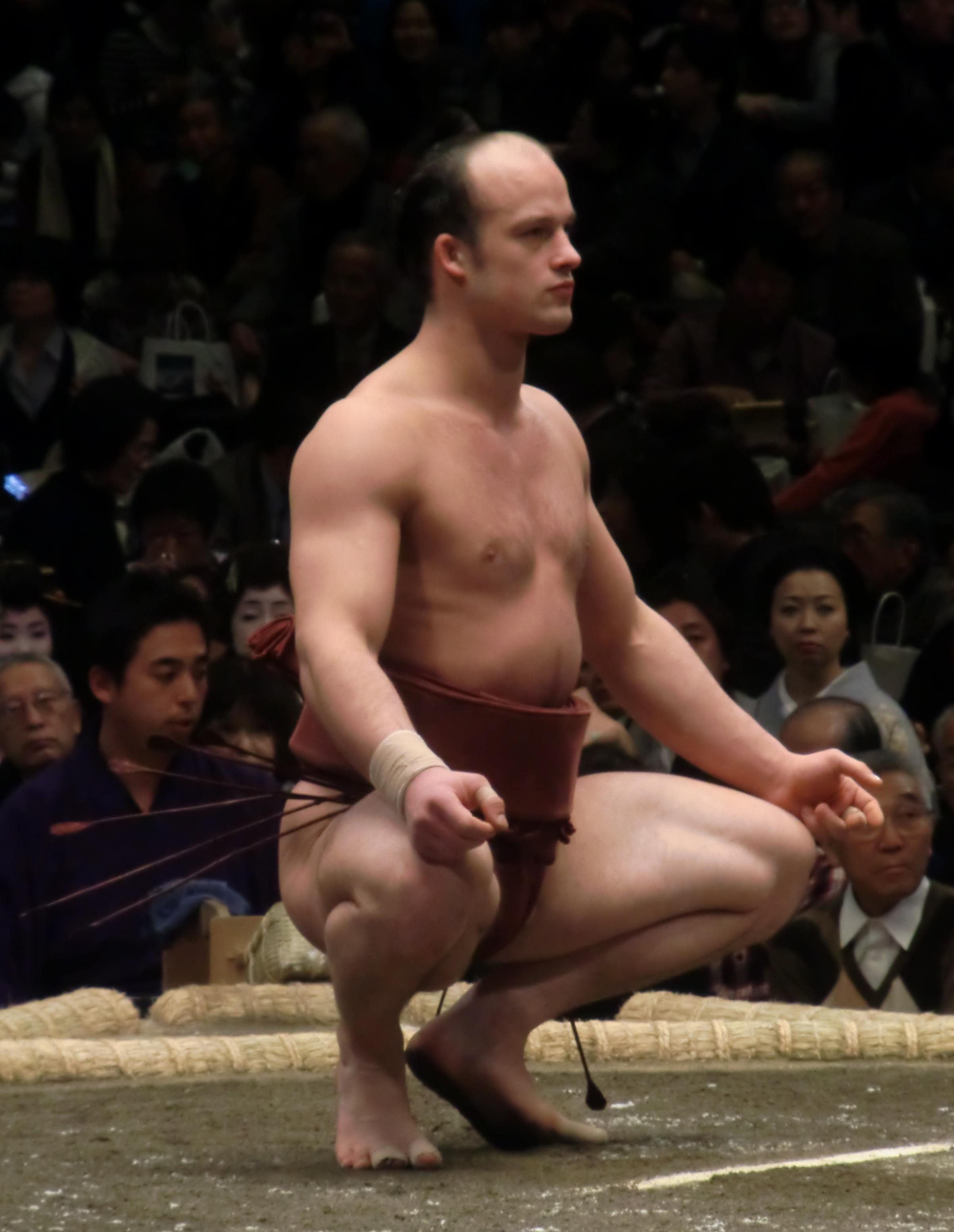
Pavel Bojar, český profesionální zápasník sumó v Japonsku

Jména novým zápasníkům zpravidla přidělují majitelé stájí. Většinou se jedná o složeniny několika slov, které symbolizují některou z vlastností, jimiž má správný zápasník sumó disponovat. Jen v málo případech v historii si zápasníci zvolili své občanské jméno za své sportovní.
Historie sportovního jména sahá do poloviny šestnáctého století, kdy bylo mezi zápasníky množství róninů (samurajů bez pána), kteří nechtěli zápasit pod svými skutečnými jmény.
Prvním Čechem, který se stal v Japonsku zápasníkem sumó, byl Pavel Bojar, zvaný Takanojama Šuntaró.

## Konec kariéry zápasníka
Obřad „stříhání vlasů“ (danpacušiki) je obřad, kdy zápasník odchází do důchodu (intai-zumó). Zápasník si na sebe oblékne své nejlepší kimono a s naolejovanými vlasy se posadí do středu zápasnického kruhu. Hlavní rozhodčí stojí u něj s pozlacenými nůžkami. Postupně přistupují přátelé, sportovní kolegové a osobnosti, kteří mu odstřihávají prameny vlasů.

## Zdravotní aspekt
Průměrná délka života zápasníků sumo je v průměru o 10 let kratší v porovnání s běžnou populací. To je dáno enormním zatížením těla i nadměrnou dlouhodobou konzumací vydatných potravin.